# راي نوفاك
راي نوفاك هو سياسي كندي، ولد في 30 مارس 1977. حزبياً، نشط في حزب المحافظين الكندي.